# LGM-118 Peacekeeper
LGM-118 Peacekeeper, ban đầu có tên MX nghĩa là "Missile, Experimental" (Tên lửa, thử nghiệm), là một loại tên lửa đạn đạo liên lục địa mang theo đầu đạn MIRV được Mỹ chế tạo và triển khai từ năm 1985 đến năm 2005. Tên lửa có khả năng mang khoang đầu đạn Mk.21 chứa 12 đầu đạn con, mặc dù hiệp ước cắt giảm vũ khí hạt nhân giới hạn chỉ được phép trang bị 10 đầu đạn, mỗi đầu đạn hạt nhân W87 có đương lượng nổ là 300-kiloton. Ban đầu, Mỹ dự kiến chế tạo 100 ICBM MX, nhưng những lo ngại về ngân sách đã khiến chỉ có 50 tên lửa được đưa vào trang bị. Tên lửa LGM-118 được rút khỏi biên chế từ năm 2005 theo thỏa thuận cắt giảm vũ khí hạt nhân.
Ý tưởng để phát triển tên lửa LGM-118 là cho phép Mỹ có khả năng tồn tại trước một cuộc tấn công hạt nhân của Liên Xô, và đủ số đầu đạn để có khả năng tấn công các lữ đoàn tên lửa chiến lược còn lại của Liên Xô. Để thực hiện điều này, tên lửa phải có độ chính xác rất cao, được bảo vệ trước các đòn tấn công hạt nhân phủ đầu, mang được nhiều đầu đạn để có đủ khả năng tấn công trên diện rộng, và có khả năng thay đổi mục tiêu. Cuối cùng, vấn để duy nhất chưa được giải quyết là vấn đề đảm bảo cho căn cứ tên lửa có khả năng sống sót sau cuộc tấn công hạt nhân phủ đầu. Trong suốt những năm 1970, tên lửa MX là loại tên lửa nổi bật với độ chính xác cao, khả năng sẵn sàng phóng tên lửa trong thời gian ngắn, và nhanh chóng thay đổi mục tiêu tấn công.
Tên lửa được lên ý tưởng từ năm 1971, bắt đầu phát triển từ năm 1974. Tổng thống Mỹ Jimmy Carter đã quyết định đưa tên lửa vào sản xuất từ năm 1979, nhưng đã bị Quốc hội từ chối. Sau những tranh luận gay gắt về hệ thống này, vào tháng 10 năm 1982, Tổng thống Ronald Reagan tuyên bố sẽ đưa 50 tên lửa Peacekeepers mới vào sử dụng, các tên lửa mới sẽ sử dụng chung giếng phóng cũ của tên lửa LGM-30 Minuteman, một giải pháp tạm thời trước khi có thể thiết lập các căn cứ phóng tên lửa mới. Tên lửa phóng thử nghiệm lần đầu tiên vào năm 1983, phóng thành công sáu đầu đạn không chứa thuốc nổ, mỗi đầu đạn đều đánh trúng các mục tiêu đã lên kế hoạch trước. LGM-118 là tên lửa ICBM đầu tiên của Mỹ sử dụng phương pháp phóng lạnh, tên lửa đi vào trạng thái hoạt động đầy đủ vào năm 1986.
Trong suốt quãng thời gian này, Hoa Kỳ và Liên Xô đã tham gia đàm phán hiệp định START II, theo đó, mỗi tên lửa ICBM chỉ được phép mang một đầu đạn. Vì tên lửa Minuteman có khả năng mang 1 đầu đạn với chi phí thấp hơn, Mỹ đã đồng ý loại bỏ tên lửa ICBM Peacekeeper ra khỏi kho vũ khí hạt nhân tuân theo hiệp ước này. Mặc dù Mỹ đã rút khỏi Hiệp ước chống tên lửa đạn đạo và sau đó Nga cũng rút khỏi hiệp ước START II vào ngày 14/6/2002, tên lửa ICBM Peacekeeper cuối cùng đã được rút khỏi trang bị của Quân đội Mỹ từ ngày 19/9/2005. Các đầu đạn cải tiến W87 được chuyển sang trang bị cho tên lửa Minuteman III.
Công ty phóng tên lửa tư nhân Orbital Sciences Corporation đã phát triển tên lửa đẩy 4 tầng Minotaur IV dựa trên việc tận dụng các bộ phận của tên lửa Peacekeeper cũ.

## Phát triển và đưa vào triển khai

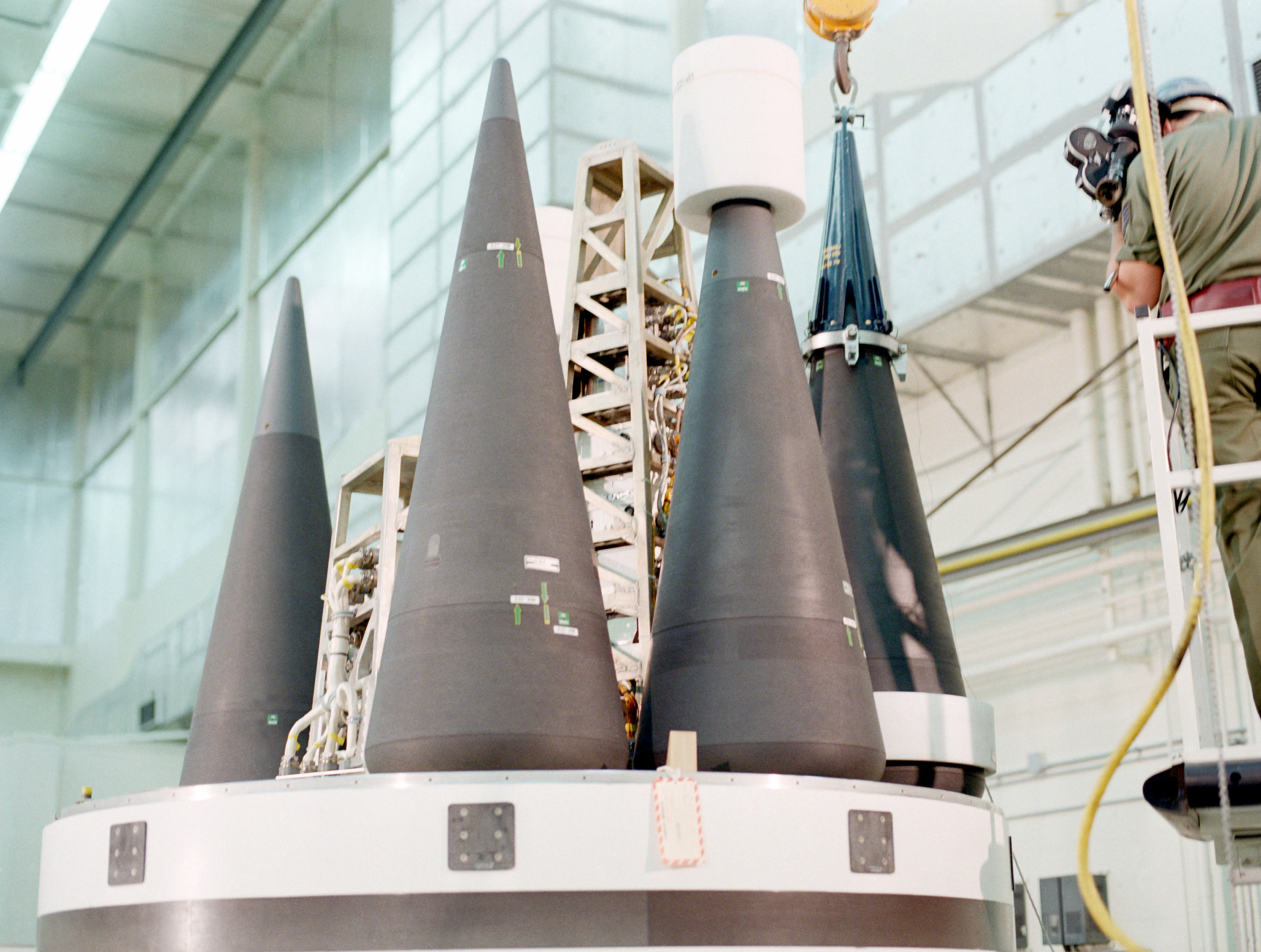
Phương tiện hồi quyển Mk21 trên khoang chứa đầu đạn MIRV của tên lửa Peacekeeper. Mỗi phương tiện mang một đầu đạn hạt nhân có đương lượng nổ 300 kt, gấp 20 lần đương lượng nổ của quả bom thả xuống Hiroshima trong Chiến tranh thế giới 2.

### Minuteman
Tên lửa ICBM Minuteman bắt đầu được triển khai từ năm 1962, trong thời gian diễn ra Chiến tranh Lạnh, với tiến độ rất nhanh chóng. Độ chính xác của tên lửa bị giới hạn chỉ có bán kính chính xác CEP là khoảng 0,6 đến 0,8 dặm và đầu đạn nhỏ nhất có đương lượng nhỏ hơn 1 megaton đồng nghĩa với việc tên lửa Minuteman không có khả năng tấn công các mục tiêu kiên cố như các giếng phóng tên lửa. Các thế hệ đầu của tên lửa Minuteman chỉ có khả năng tấn công các mục tiêu chiến lược như các thành phố, cảng, và hệ thống này không có khả năng tấn công các mục tiêu quân sự chiến lược như căn cứ tàu ngầm, căn cứ máy bay ném bom chiến lược, căn cứ tên lửa đạn đạo... Không quân Mỹ chỉ coi lực lượng ICBM của mình đóng vai trò răn đe, còn nhiệm vụ tấn công các mục tiêu chiến lược, kiên cố được thực hiện bởi phi đội máy bay ném bom chiến lược.
Sau khi chính quyền của Tổng thống Kennedy lên nắm chính quyền, Bộ trưởng quốc phòng mới bổ nhiệm, Robert McNamara, đã được giao nhiệm vụ dường như bất khả thi là đưa quân đội Mỹ trở thành lực lượng mạnh nhất thế giới, đồng thời cắt giảm chi tiêu. Cuối cùng, ông đã giải quyết vấn đề này bằng cách giảm đáng kể sự phụ thuộc vào máy bay ném bom và giao vai trò tấn công chiến lược cho tên lửa Minuteman. Theo thời gian, những cải tiến đối với tên lửa ICBM của Liên Xô, dù thực hay tưởng tượng, đã dẫn đến việc các quan chức Mỹ đề xuất một kịch bản đáng lo ngại về một cuộc tấn công hạt nhân của Liên Xô với số lượng đầu đạn hạn chế nhắm vào các boongke điều khiển tên lửa Minuteman có thể làm tê liệt các căn cứ ICBM của Mỹ. Vào thời điểm đó, Liên Xô chỉ có khả năng tấn công hạn chế. Do độ chính xác của tên lửa ICBM Liên Xô là hạn chế, dẫn đến việc Liên Xô trang bị các đầu đạn có đương lượng nổ hạt nhân lớn. Liên Xô có đủ sức mạnh để gây thiệt hại nhưng không đủ chính xác để thực hiện đòn tấn công quyết định vào căn cứ tên lửa ICBM của Mỹ. Tính đến tháng 4/1964, Mỹ đã có nhiều tên lửa ICBM ở trong trạng thái trực chiến hơn là phi đội máy bay ném bom.
Các lữ đoàn tên lửa ICBM của Mỹ có mục tiêu chủ yếu là các thành phố lớn của đối phương, và việc thay đổi mục tiêu cho tên lửa sẽ mất nhiều thời gian. Trong trường hợp Liên Xô phóng tên lửa, Mỹ sẽ phải đối mặt với lựa chọn khó khăn là bắn trả tên lửa ngay lập tức hoặc đợi cho đến khi xác định chính xác mục tiêu nhắm đến của tên lửa Liên Xô. Việc bắn trả sớm có thể sẽ dẫn đến việc tấn công các mục tiêu dân sự trong khi Liên Xô chỉ nhắm đến các cơ sở quân sự, điều mà các chính trị gia của Mỹ coi là một vấn đề nghiêm trọng (một phần của học thuyết phản ứng linh hoạt). Ngược lại, việc chờ xác định rõ mục tiêu của tên lửa Liên Xô sẽ có thể dẫn đến việc toàn bộ căn cứ tên lửa ICBM sẽ bị loại khỏi cuộc chiến. Tuy nhiên, Hải quân Mỹ đã có câu trả lời cho vấn đề này, Hạm đội tàu ngầm mang tên lửa đạn đạo phóng từ tàu ngầm UGM-27 Polaris luôn tuần tra ngầm dưới đáy biển, rất khó bị phát hiện, và có tính sống còn cao trước các cuộc tấn công hạt nhân.
Kịch bản này đã được Không quân Hoa Kỳ quan tâm sâu sắc. Nếu vai trò của tên lửa hạt nhân là thực hiện một cuộc tấn công đầu tiên và đảm bảo một cuộc phản công hạt nhân, thì Hải quân nên được giao toàn bộ trọng trách răn đe và tấn công hạt nhân. Đang tìm kiếm một vai trò mới, Không quân Mỹ bắt đầu chuyển từ vai trò răn đe hạt nhân chiến lược sang vai trò phản công hạt nhân chiến lược. Việc tiếp tục phát triển tên lửa Minuteman đã dẫn đến chi tiết kỹ thuật của tên lửa Minuteman II, lập năm 1962. Phiên bản tên lửa mới mang 2 cài tiến cốt lõi. Một là sử dụng hệ thống dẫn đường quán tính mới NS-17, giúp cải thiện bán kính chính xác CEP còn 0,34 dặm, đủ chính xác để giúp tên lửa tấn công các mục tiêu kiên cố. Quan trọng hơn, hệ thống dẫn đường quán tính cho phép lựa chọn trước 8 mục tiêu, cho phép lực lượng tên lửa ICBM thực hiện một cuộc tấn công phủ đầu vào Liên Xô, lựa chọn các mục tiêu đối phương thích hợp, quân sự hoặc dân sự, và phóng tên lửa. Loại tên lửa mới giúp Mỹ có lợi thế về chiến lược lớn. Tất nhiên, Liên Xô cũng có khả năng nâng cấp hệ thống dẫn đường quán tính cho tên lửa của mình. Với việc ICBM trở thành lực lượng quan trọng trong răn đe chiến lược của các quốc gia, Không quân Hoa Kỳ rất coi trọng việc duy trì tính sống còn của ICBM trước các cuộc tấn công có độ chính xác cao.

### Mũi tên vàng
Không quân Hoa Kỳ phụ thuộc vào sự hỗ trợ kỹ thuật của TRW suốt giai đoạn đầu phát triển tên lửa ICBM. Năm 1960 một số kỹ sư từ TRW và các kỹ sư thuộc các công ty khác tham gia chương trình ICBM đã thành lập The Aerospace Corporation, ban đầu làm việc trên dự án tàu vũ trụ Mercury, X-20 Dynasoar và nhiều dự án ICBM khác. Năm 1964, Không quân Hoa Kỳ ký hợp đồng với The Aerospace Corporation để nghiên cứu phát triển hệ thống tên lửa ICBM mới có tính sống sót cao, dự án có tên gọi "Golden Arrow".
Dự án đã tính đến cấu hình tên lửa ICBM có thể phóng từ ray tàu hỏa, từ đường bộ, từ tàu ngầm và từ trên không. Một trong số những cấu hình đề xuất là tên lửa ICBM phóng từ trên không. Đề xuất này sử dụng máy bay động cơ tuốc bin cánh quạt có khả năng mang tới 8 tên lửa ICBM, máy bay thả tên lửa từ phía sau, tên lửa hạ cánh bằng dù theo phương thẳng đứng, sau đó nó sẽ được phóng đi. Cũng là một phần trong cùng một nghiên cứu, Aerospace cũng cân nhắc cấu hình tên lửa kết hợp với giếng phóng có kích thước đủ nhỏ để có thể được chuyên chở bằng máy bay Lockheed C-141 Starlifter. Khi chiến tranh cận kề, tên lửa sẽ có khả năng được triển khai tới bất kỳ sân bay nào trong số hàng nghìn sân bay của Mỹ, thậm chí có thể triển khai ở đường cao tốc, gây khó khăn cho Liên Xô nếu muốn tấn công các tên lửa ICBM này.
Cuối cùng, Aerospace chọn phương án tên lửa truyền thống trong giếng phóng "cứng", được chôn dưới sườn phía Nam của núi. Do đầu đạn tên lửa của đối phương sẽ tiếp cận từ phía Bắc ở góc khá nông, nên đầu đạn sẽ đánh trúng vào sườn phía Bắc mà không thể tấn công vào các giếng phóng silo. Nếu lựa chọn vị trí chính xác, giếng phóng tên lửa sẽ ở cách vụ nổ hạt nhân gần nhất ít nhất là 5.000 feet (1,5 km). Về lý thuyết, có thể chế tạo giếng phóng tên lửa chịu được vụ nổ hạt nhân cỡ megaton cách vị trí giếng 1 dặm. Hệ thống tên lửa có ưu điểm là miễn nhiễm trước độ chính xác hoặc tốc độ của đầu đạn đối phương, chỉ có thể bị phá hủy nếu như chịu sự tấn công từ đầu đạn có đương lượng nổ lớn.
Aerospace đề xuất trang bị 100 tên lửa ở 3 căn cứ, mỗi căn cứ sẽ trang bị 30 tên lửa. Các kỹ sư nhận định rằng sẽ ít nhất có 1 căn cứ tên lửa có khả năng sống sót sau đòn tấn công hạt nhân tổng lực từ đối phương. Tuy nhiên, để một lực lượng gồm 30 tên lửa chiến lược có khả năng tấn công đáp trả thì mỗi tên lửa sẽ phải mang được hơn 20 đầu đạn. Do đó, Aerospace giới thiệu khái niệm "ICBM-X", một thiết kế tên lửa siêu nặng có đường kính 156 inch (400 cm), gấp đôi đường kính của tên lửa LGM-30 Minuteman, thậm chí còn lớn hơn tên lửa ICBM Titan II có đường kính thân 120 inch (300 cm).
Tất cả các cấu hình tên lửa trong chương trình "Golden Arrow" đều rất tốn kém, và trong thời kỳ nhậm chức của Robert McNamara, giá thành là yếu tố quan trọng nhất trong tất cả các yếu tố được đặt ra.  Golden Arrow, cũng giống như các dự án phát triển tên lửa khác, đều đã không được triển khai, để dành nguồn đầu tư cho tên lửa Minuteman II.

### WS-120A
Vào năm 1966, 67, Bộ quốc phòng Hoa Kỳ thực hiện chương trình nghiên cứu STRAT-X. Một phần trong chương trình này, họ đề xuất một phiên bản tên lửa ICBM-X cỡ nhỏ, trang bị từ 10 đến 20 đầu đạn. Ban đầu chương trình được biết đến với tên gọi WS-120A sau đó là BGM-75 AICBM, tên lửa đủ nhỏ để có thể chứa trong các giếng phóng tên lửa Titan II, các thiết kế vẫn dựa trên tên lửa ICBM-X, với bán kính chính xác là 0,1 dặm, đặc biệt nó có khả năng lập trình lại mục tiêu nhanh chóng. Để so sánh, tên lửa Minuteman II có khả năng lập trình 8 mục tiêu, mỗi mục tiêu này đều có thể được chọn nhanh chóng để tấn công, nhưng mặt khác, việc lựa chọn mục tiêu phải được thực hiện từ trước, không thể được tiến hàng khi tên lửa đang bay. Tên lửa WS-120A chủ yếu được thiết kế để phóng từ các giếng phóng tên lửa kiên cố, nhưng phiên bản tên lửa phóng từ bệ phóng di động cũng được xem xét.
Tuy nhiên, giống như dự án Golden Arrow trước đó, những đặc tính ưu việt của WS-120A sớm trở nên nhạt nhòa trước tên lửa Minuteman III mới. Tên lửa Minuteman III sử dụng hệ thống dẫn đường quán tính NS-20 với bán kính chính xác là 0,12 dặm, trang bị ba đầu đạn và có khả năng sử dụng nhiều phương pháp tránh né radar phòng thủ, đảm bảo độ hiệu quả trước tên lửa chống tên lửa đạn đạo. Mặc dù hệ thống không có khả năng lập trình lại mục tiêu tức thì, nhưng tính năng này đã được phát triển và được bổ sung vào năm 1972, trước khi tên lửa WS-120A dự kiến được giới thiệu. Khi Minuteman III được đưa vào triển khai hoạt động đầy đủ vào năm 1978, toàn bộ các tên lửa ICBM có khả năng lập trình lại trong vòng 10 giờ.

### INS cải tiến
Từ cuối những năm 1950, các kỹ sư tại Phòng thí nghiệm Charles Stark Draper đã làm việc trên nền tàng dẫn đường quán tính mới có khả năng thay thế cho khớp các đăng cơ khí bằng một quả cầu nổi trong một lớp chất lỏng flourocarbon dày. Hệ thống này còn gọi là "flimbal" ("FLoated Measurement BAL") có khả năng giúp cho tên lửa đạt được độ chính xác chưa từng có và không còn bị "khóa các đăng", một vấn đề khiến cho các hệ thống dẫn đường quán tính truyền thống bị mất độ chính xác. Giống như tên lửa ICBM-X, flimbal mang đến cải tiến nhỏ về độ chính xác trong khi giá thành của việc phát triển hệ thống là rất cao.
Mặc dù không được quan tâm chính thức, vào cuối những năm 1960, Kenneth Fertig đã thu xếp một số khoản tài trợ thông qua Không quân cho dự án INS "SABER", viết tắt của "Self-Aligning Boost and RE-entry". Một khái niệm về hệ thống dẫn đường quán tính chính xác và không chịu tác động cơ học. Nó đảm bảo độ chính xác cho đầu đạn trong cả điều kiện lúc đầu đạn tái nhập khí quyển, cho phép ký sư thiết kế các đầu đạn hồi quyển có khả năng cơ động.

### Counterforce
Cuối những năm 1970, Liên Xô đã đưa vào trang bị các loại tên lửa đạn đạo có nhiều đầu đạn MIRV có độ chính xác cao, như SS-18M (R-36 Satan). Những tên lửa này mang được 10 đầu đạn cùng với nhiều mồi nhử radar phòng thủ, nghĩa là chỉ cần một số ít tên lửa được phóng đi cũng có thể là mối đe dọa cho lực lượng tên lửa ICBM của Không quân Hoa Kỳ, trong khi Liên Xô vẫn còn nhiều tên lửa ICBM khác dự trữ. Nếu Liên Xô thực hiện đòn tấn công hạt nhân trước và Mỹ không có khả năng đáp trả ngay lập tức, thì phần lớn lực lược tên lửa hạt nhân và máy bay mang bom hạt nhân sẽ bị thiệt hại ngay từ đợt tấn công đầu tiên. Lực lượng tên lửa dự phòng vẫn còn, nhưng lượng tên lửa còn lại sẽ không có đủ đầu đạn để Mỹ có thể tấn công cả các căn cứ tên lửa Liên Xô và các thành phố lớn cùng với các căn cứ quân sự khác.
Trong trường hợp như vậy, Mỹ sẽ chỉ còn 2 lựa chọn không mấy dễ chịu. Nếu người Mỹ chọn cách đáp trả bằng cách tấn công các căn cứ tên lửa đạn đạo còn lại của Liên Xô, sẽ chỉ còn lại một lượng nhỏ tên lửa còn lại để có thể đáp trả nếu như Liên Xô ngay lập tức phóng tên lửa nhằm vào các thành phố của Mỹ. Lựa chọn thứ 2 sẽ là Mỹ là bên đầu tiên phóng tên lửa vào các mục tiêu dân sự, một cuộc tấn công đi ngược lại các giá trị đạo đức cũng như chính sách của Hoa Kỳ. Sự lo ngại này đã dẫn đến Mỹ buộc phải nỗ lực để phát triển một loại tên lửa mới với độ chính xác cao, để trở thành một vũ khí counterforce, hệ thống tên lửa mới phải có tính sống còn cao để thu hút các đòn tấn công hạt nhân phủ đầu của Liên Xô, và các đầu đạn MIRV phải có đủ khả năng để dù chỉ một vài tên lửa ICBM còn hoạt động cũng có khả năng tấn công lực lượng ICBM còn lại của Liên Xô. Tên lửa Minuteman III đơn giản là không có tính năng này.
Tên lửa Minuteman có khả năng sẵn sàng chiến đấu nhanh, và vệ tinh cảnh báo sớm sẽ giúp các chỉ huy lữ đoàn tên lửa được cảnh báo về vụ phóng tên lửa của Liên Xô, giúp các chỉ huy có thể lập kế hoạch phản ứng. Tuy nhiên, việc lập phương án phản ứng còn phải đợi rất lâu sau đó khi các trạm radar trên đất liền theo dõi quỹ đạo của đường đạn lúc thâm nhập lại vào khí quyển và xác định mục tiêu của đầu đạn. Trong trường hợp của một đợt tấn công counterforce hạn chế, sẽ phải đợi cho đến khi các mục tiêu là giếng phóng tên lửa riêng lẻ được xác định, xác định được các giếng phóng tên lửa chưa phóng của Liên Xô, và sẽ chỉ phóng tên lửa nhằm vào các giếng phóng tên lửa này. Việc này đòi hỏi rất chặt chẽ về mặt thời gian.
Việc phát triển SLBM đã làm đảo lộn cán cân hạt nhân đột ngột. Những tên lửa SLBM này về bản chất có thể coi là bất khả xâm phạm do chúng được phóng từ tàu ngầm, và là một lực lượng counterforce đáng tin cậy, chủ yếu mục tiêu nhằm vào các mục tiêu dân sự như các mẫu tên lửa UGM-27 Polaris và UGM-73 Poseidon thuộc thế hệ đầu, không có khả năng tấn công chính xác các giếng phóng tên lửa của Liên Xô, do đó nó có vai trò counterforce tương đối thấp. Về mặt nào đó điều này đã giúp Không quân Mỹ, do nó đồng nghĩa với họ có thể tập trung vào kịch bản counterforce, do Hải quân sẽ luôn đảm nhiệm vai trò tấn công countervalue. Tuy nhiên, những cải thiện về độ chính xác của tên lửa SLBM cũng khiến SLBM trở thành một lực lượng counterforce và làm cho việc triển khai các tên lửa ICBM trên đất liền là thừa thãi. Không quân Mỹ không muốn chuyển giao vai trò chiến lược cho Hải quân. Việc phát triển một loại tên lửa ICBM có tính sống còn cao sẽ giúp giải quyết vấn đề này.

### MX

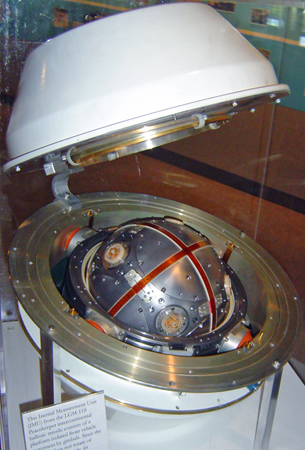
Bộ phận tham chiếu quán tính tiên tiến của tên lửa Peacekeeper.

Năm 1971, Không quân Hoa Kỳ kết hợp các khái niệm ICBM-X và SABER thành một nền tảng duy nhất, "Missile, Experimental", hoặc MX. Tên lửa mới sẽ có đủ độ chính xác và trọng tải đầu đạn mà ngay cả một số ít tên lửa sống sót sau đợt tấn công hạt nhân cũng có đủ khả năng hủy diệt lực lượng ICBM còn lại của Liên Xô. Đặc tính kỹ thuật của MX đã được thống nhất vào tháng 2 năm 1972, văn phòng phát triển tên lửa đặt tại Space and Missile Systems Organization (SAMSO) được thành lập vào ngày 4 tháng 4, và phát triển nâng cao bắt đầu từ 1973.
Để tăng tính sống sót cho hệ thống, đã có những nghiên cứu được thực hiện ngay sau đó. Vào năm 1973, Bộ tư lệnh Không quân chiến lược đã từ chối sử dụng cấu hình tên lửa phóng từ bệ phóng di động do chi phí cao và thời gian phản ứng thấp do cần phải thiết lập bệ phóng. Ngày 24/10/1974, SAMSO đã thử nghiệm thả tên lửa Minuteman I từ máy bay vận tải C-5A. Vào tháng 11, Bộ trưởng Quốc phòng đã lùi lịch đưa tên lửa vào vận hành sang năm 1985 và bắt đầu nghiên cứu về khả năng phát triển 1 loại tên lửa chung cho ICBM và SLBM.
Với chương trình tên lửa MX, Phòng thí nghiệm Draper đã phát triển SABRE thành "Advanced Inertial Reference Sphere"-Cầu tham chiếu quán tính tiên tiến (AIRS). AIRS có độ trôi dạt chỉ 1,5 x 10−5 độ trên giờ. Không quân Hoa Kỳ cũng ký hợp đồng với Autonetics để thiết kế hệ thống định vị quán tính cơ khí làm hệ thống dẫn đường dự phòng có tên là "Advanced Stable Platform" (ASP). Tháng 5 năm 1975, hệ thống AIRS đầu tiên được Draper chế tạo đã được chuyển đến Northrop để phát triển thêm.

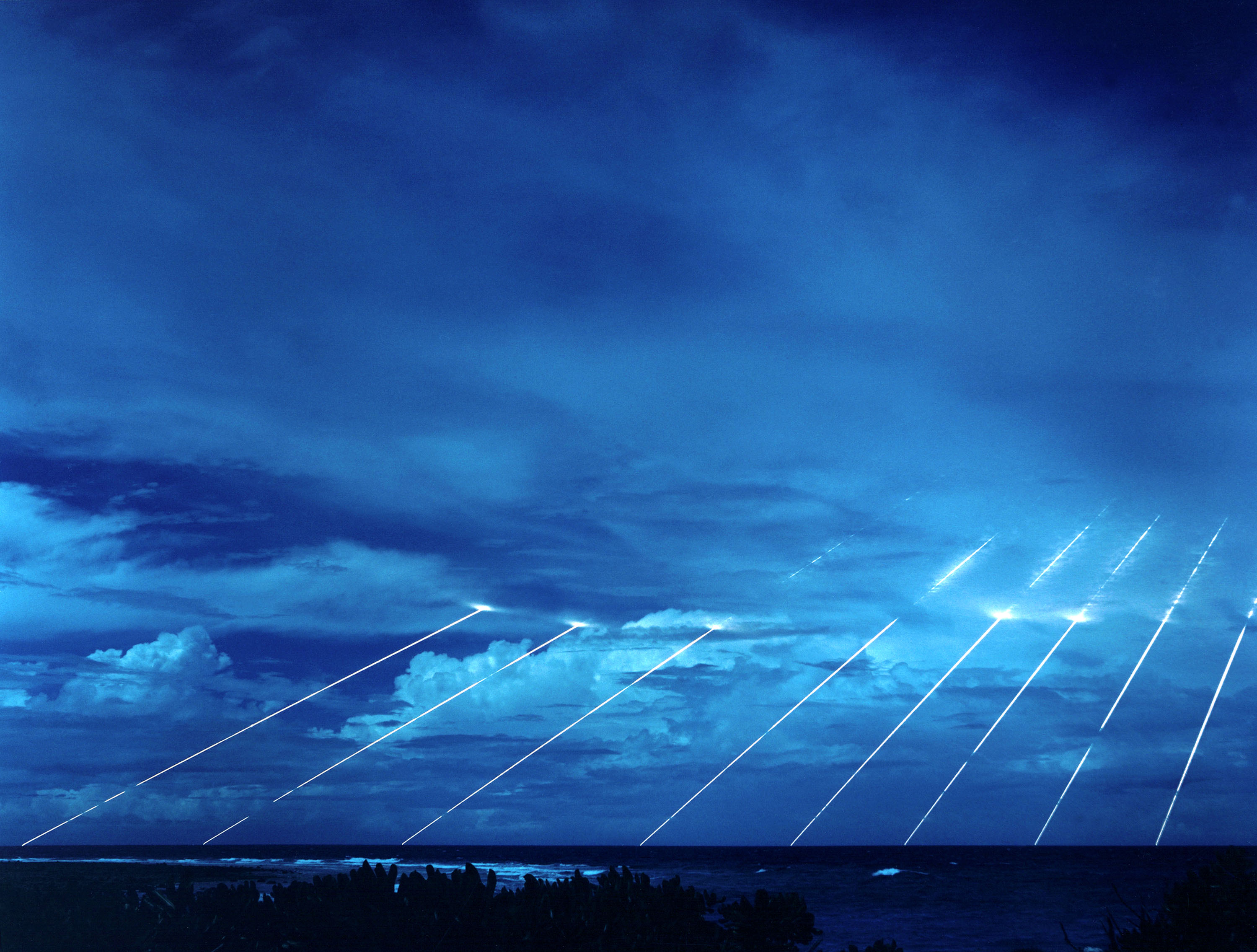
Ảnh phơi sáng của một vụ thử tên lửa Peacekeeper cho thấy 8 đường đạn bên trên đảo Kwajalein, tất cả 8 đầu đạn đều được bắn từ 1 tên lửa.

### SLBM dần trở nên lạc hậu
Vào thời điểm này, cả Hoa Kỳ và Liên Xô đều bắt đầu đưa vào trang bị tên lửa đạn đạo phóng từ tàu ngầm (SLBM) thế hệ thứ ba với độ chính xác được cải thiện đáng kể. Những tên lửa này có khả năng giống như tên lửa ICBM phóng từ đất liền, và có khả năng thực hiện nhiệm vụ counterforce. Ngoài ra, tàu ngầm mang tên lửa đạn đạo có khả năng di chuyển bí mật tới khu vực gần mục tiêu, làm giảm đáng kể thời gian cảnh báo, đầu đạn sẽ bay tới mục tiêu trước khi đối phương kịp phóng tên lửa ICBM đáp trả.
Việc phát triển tên lửa UGM-133 Trident II, được miêu tả là "có khả năng ứng phó với hầu hết các mục tiêu quân sự, bao gồm cả các giếng phóng tên lửa và trung tâm chỉ huy", đã mở lại cuộc thảo luận về phát triển tên lửa MX. Nếu như tên lửa Trident có khả năng thực hiện hầu hết các nhiệm vụ vốn là nhiệm vụ mà tên lửa MX được thiết kế, hơn nữa nó lại được phóng từ các tàu ngầm có tính sống còn và cơ động cao, vậy thì tên lửa MX cần phải bổ sung tính năng nào?
Một thỏa hiệp cuối cùng đã được phát triển vào giữa năm 1983. Theo kế hoạch này, 100 tên lửa sẽ được triển khai trong các hầm chứa Minuteman cũ để "thể hiện ý chí quốc gia". Kế hoạch cũng kêu gọi loại bỏ tên lửa ICBM Titan II sử dụng nhiên liệu lỏng cũ và dễ gặp tai nạn (Tên lửa LGM-25C Titan II đã từng gây ra thảm họa tại giếng phóng tên lửa 374-7 đặt tại Damacus, Arkansas). Tuy nhiên, không giải quyết được vấn đề mà chương trình MX phải giải quyết ban đầu, là tên lửa phải có khả năng sống sót cao.
Điều này đã dẫn đến việc đưa ra cấu hình tên lửa phóng từ tàu hỏa đã có trước đó, với 25 đoàn tàu hỏa, mỗi đoàn tàu mang theo 2 tên lửa. Hệ thống này được dự kiến đưa vào hoạt động vào năm 1992.
Ngoài ra, kế hoạch cũng yêu cầu phát triển một loại tên lửa hoàn toàn mới, mà sau này sẽ trở thành MGM-134 Midgetman. Tên lửa Midgetman chỉ mang một đầu đạn và có tính cơ động cao. Để đánh chặn tên lửa Midgetman, Liên Xô sẽ cần phải sử dụng nhiều đầu đạn để bắn che phủ một vị trí cuối cùng của xe phóng tên lửa Midgetman mà họ xác định được. Thậm chí, trong trường hợp Liên Xô đánh trúng được bệ phóng tên lửa, thì cũng chỉ tiêu diệt được 1 đầu đạn duy nhất. Đối diện với điều này, bắt buộc Liên Xô phải lựa chọn các mục tiêu dễ dàng hơn để tấn công.

#### Peacekeeper Rail Garrison

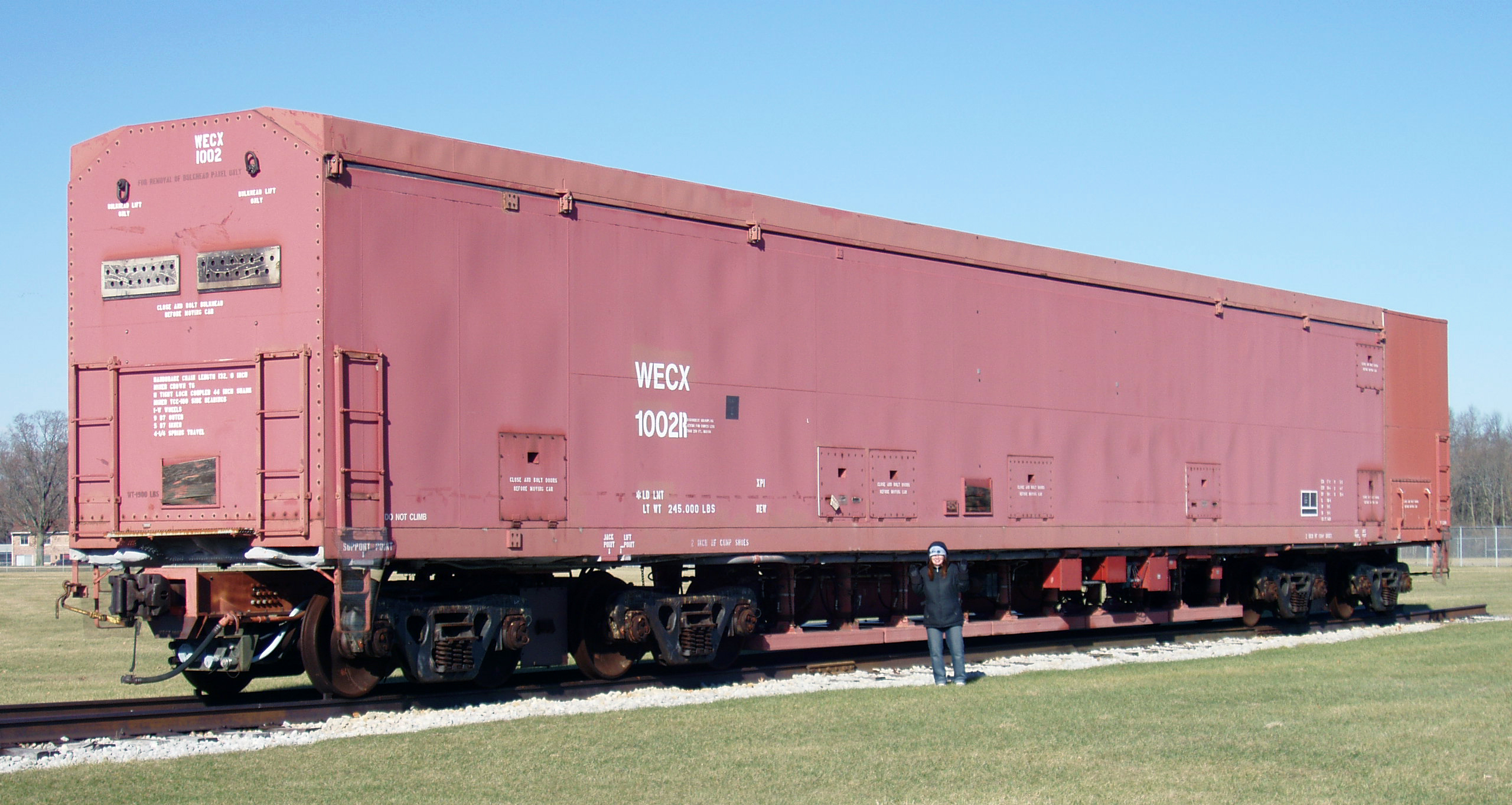
Phiên bản đoàn tàu hỏa mang tên lửa Peacekeeper tại Bảo tàng Không quân quốc gia.

Peacekeeper Rail Garrison là hệ thống phóng tên lửa từ tàu hỏa được Không quân Hoa Kỳ phát triển những năm 1980, áp dụng cho khoảng 50 tên lửa MGM-118A Peacekeeper. Theo cấu hình này tên lửa sẽ được phóng đi từ bất kỳ điểm nào trong mạng lưới đường sắt của Mỹ. Tuy nhiên, dự án này đã bị hủy bỏ do vốn quốc phòng bị cắt giảm sau Chiến tranh Lạnh, và tên lửa Peacekeeper phiên bản phóng từ tàu hỏa được sử dụng phóng từ giếng phóng tên lửa giống như tên lửa MGM-118 Peacekeeper thông thường.

### Triển khai
Tên lửa ICBM mới được quân đội Mỹ định danh là LGM-118A Peacekeeper. Tên lửa phóng thử lần đầu vào ngày 17/6/1983, từ căn cứ không quân Vandenberg, California, và đã bắn trúng mục tiêu trên đảo Kwajalein cách đó 4.200 hải lý (4.800 mi; 7.800 km). Tám vụ thử nghiệm tiếp theo cũng được tiến hành cũng từ căn cứ không quân Vandenberg. Đã có tổng cộng 50 lần tên lửa được phóng thử nghiệm.
Tên lửa đầu tiên được triển khai vào tháng 12 năm 1986 tại căn cứ không quân Francis E. Warren tại Cheyenne, Wyoming, sử dụng các giếng phóng tên lửa Minuteman. Tuy nhiên, hệ thống dẫn đường quán tính cao cấp AIRS chưa sẵn sàng vào thời điểm đó, và tên lửa được triển khai mà không có hệ thống dẫn đường quán tính. AIRS có tới 19.000 bộ phận và cần tới 11.000 bước thử nghiệm. Bị hạn chế về thủ tục giấy tờ do chính sách mua sắm của chính phủ, các nhà quản lý bắt đầu bỏ qua các kênh chính thức và mua các bộ phận thay thế ở bất cứ nơi nào có thể tìm thấy, bao gồm cả một số bộ phận có nguồn gốc từ Radio Shack. Các nhà quản lý cũng đã tạo ra các công ty giả mạo để đặt hàng các thiết bị kiểm tra cần thiết.
Khi những điều này được phơi bày bởi 60 Minutes và Los Angeles Times, Northrop đã bị phạt 130 triệu đô la vì giao hàng muộn. Lực lượng Không quân cũng thừa nhận chỉ có 11 trong số 29 tên lửa được triển khai có khả năng hoạt động.
Nguyên mẫu của hệ thống AIRS, còn gọi là Inertial Measurement Unit, hay IMU, được bàn giao vào tháng 5 năm 1986, chậm trễ 203 ngày so với hạn định. Tuy nhiên hệ thống này chỉ được cung cấp đầy đủ cho 50 tên lửa vào tháng 12 năm 1988. Vì những sự chậm trễ này, cùng với việc tên lửa UGM-133 Trident II liên tục được nâng cấp, Quốc hội Mỹ đã hủy bỏ kế hoạch trang bị 100 tên lửa vào tháng 7 năm 1985. Theo đó, Quốc hội chỉ đồng ý triển khai 50 tên lửa ICBM Peacekeeper.
Việc phát triển hệ thống tên lửa phóng từ tàu hỏa cũng được tiến hành song song. Tuy nhiên vốn đầu tư cho chương trình bị cắt giảm và Liên Xô tan rã đã dẫn đến chương trình bị hủy bỏ.
Toàn bộ chương trình đã ngốn khoảng ngân sách khoảng 20 tỉ đô la tính đến năm 1998 và sản xuất được 114 tên lửa, giá cho mỗi tên lửa là 400 triệu đô la. Giá cho mỗi đầu đạn là khoảng 20 đến 70 triệu đô la.

## Nghỉ hưu và ngừng hoạt động
Tên lửa LGM-118 đã được rút hoàn toàn khỏi biên chế. Tên lửa Peacekeeper cuối cùng được rút khỏi trang bị là vào ngày 19/9/2005.
Tên lửa Peacekeeper đã được chuyển đổi sang vai trò là phương tiện phóng vũ trụ Minotaur IV (OSP 2) vận hành bởi Orbital Sciences, trong khi đầu đạn tên lửa được tái trang bị lại cho tên lửa Minuteman III. Bộ phận Roll Control System (RoCS) của tên lửa LGM-118 được sử dụng lại trên tên lửa Ares I-X trong chương trình Constellation.

## Vận hành
- Không quân Hoa Kỳ.

400th Strategic Missile (later Missile) Squadron, Francis E. Warren AFB, Wyoming (1987–2005).  Airborne Missileers operating the Common Airborne Launch Control System onboard Airborne Launch Control Center aircraft provided a survivable capability to remotely control and launch the Peacekeeper ICBM in the event the underground Launch Control Centers were unable to do so.
- Orbital Sciences: Sử dụng tên lửa đẩy Minotaur IV.

### Notes
1. ↑  "Archived copy". Lưu trữ bản gốc ngày 15 tháng 10 năm 2013. Truy cập ngày 6 tháng 6 năm 2016.{{Chú thích web}}:  Quản lý CS1: bản lưu trữ là tiêu đề (liên kết)
2. 1 2  In Combat Magazine Collection – Ballistic Missiles issue (1991)
3. ↑  "Archived copy". Lưu trữ bản gốc ngày 8 tháng 3 năm 2021. Truy cập ngày 16 tháng 12 năm 2017.{{Chú thích web}}:  Quản lý CS1: bản lưu trữ là tiêu đề (liên kết)
4. ↑  Malik, John (tháng 9 năm 1985). "The Yields of the Hiroshima and Nagasaki Nuclear Explosions" (PDF). Los Alamos National Laboratory. Bản gốc (PDF) lưu trữ 14 tháng 5 2006. Truy cập 5 tháng 9 2007.
5. ↑  MacKenzie 1993, tr. 205.
6. 1 2  MacKenzie 1993, tr. 206.
7. ↑  Pomeroy 2006, tr. 123.
8. ↑  MacKenzie 1993, tr. 213.
9. 1 2  Pomeroy 2006, tr. 124.
10. ↑  Pomeroy 2006, tr. 124–129.
11. ↑  Pomeroy 2006, tr. 131.
12. ↑  Pomeroy 2006, tr. 133.
13. 1 2  Pomeroy 2006, tr. 135.
14. ↑  Pomeroy 2006, tr. 136.
15. ↑  Pomeroy 2006, tr. 137.
16. ↑  Pomeroy 2006, tr. 143.
17. ↑  Pomeroy 2006, tr. 140.
18. ↑  "Non-linear servo drive for a flimbal" Lưu trữ ngày 15 tháng 8 năm 2016 tại Wayback Machine, MIT, 1959
19. ↑  MacKenzie 1993, tr. 218.
20. ↑  MacKenzie 1993, tr. 222.
21. ↑  MacKenzie 1993, tr. 225–226.
22. ↑  FAS 2000.
23. ↑  "Advanced Inertial Reference Sphere", FAS, 22 October 1997
24. ↑  MacKenzie 1993, tr. 226.
25. 1 2  Correll, John (ngày 1 tháng 7 năm 1987). "The Future of the ICBM". Air Force Magazine. Lưu trữ bản gốc ngày 1 tháng 12 năm 2020. Truy cập ngày 2 tháng 10 năm 2020.
26. ↑  Ramirez 1988.
27. ↑  Parsch 2006
28. 1 2 3  Cushman 1988.
29. ↑  "The Peacekeeper ICBM". nuclearweaponarchive.org. ngày 10 tháng 10 năm 1997. Truy cập ngày 9 tháng 1 năm 2020.
30. ↑  "United States Retires MX Missile | Arms Control Association". www.armscontrol.org. Lưu trữ bản gốc ngày 29 tháng 8 năm 2016. Truy cập ngày 28 tháng 8 năm 2016.
31. ↑  "ALCS 50thAnniversary: Celebrating a Proud Heritage" (PDF). Air Force Missileers. ngày 2 tháng 7 năm 2017. tr. 13. Lưu trữ (PDF) bản gốc ngày 2 tháng 7 năm 2017. Truy cập ngày 9 tháng 1 năm 2020.

### Bibliography
- "The Politics of Armageddon: The Scowcroft Commission and the MX Missile," in Kenneth Kitts, Presidential Commissions and National Security Lưu trữ ngày 21 tháng 11 năm 2008 tại Wayback Machine (Boulder: Lynne Rienner Publishers, 2006).
- MacKenzie, Donald (1993). Inventing Accuracy: a historical sociology of nuclear missile guidance. MIT Press.
- Pomeroy, Steven (ngày 11 tháng 8 năm 2006). Echos That Never Were: American Mobile Intercontinental Ballistic Missiles, 1956–1983 (PDF). US Air Force. Bản gốc (PDF) lưu trữ 6 tháng 4 2012. Truy cập 23 tháng 10 2011.
- Anthony Ramirez, "The Secret Bomber Bugging Northrop" Lưu trữ ngày 21 tháng 1 năm 2021 tại Wayback Machine, Fortune, 14 March 1988
- John Cushman Jr., "Northrop's Struggle With the MX Lưu trữ ngày 3 tháng 3 năm 2017 tại Wayback Machine, The New York Times, 22 November 1988
- "LGM-118A Peacekeeper". Federation of American Scientists. ngày 15 tháng 8 năm 2000. Lưu trữ bản gốc ngày 15 tháng 4 năm 2007. Truy cập ngày 2 tháng 10 năm 2020.